# John Van der Kiste
John Van der Kiste est un auteur et historien britannique né à Wendover, dans le comté de Buckingham, le 15 septembre 1954. 
Il est le fils de Guy Van der Kiste (1912-1999). Il fit ses études à l'université de Blundell (en), à Tiverton, où il forma pour peu de temps une rock band avec d'autre étudiants dont Miles Tredinnick (en), qui fut plus tard chanteur du groupe London.
John Van der Kiste a travaillé durant plusieurs années dans des bibliothèques publiques ou universitaires, mais il est plus connu comme écrivain. Son premier livre, Frederick III, German Emperor 1888, fut édité en 1981, et Van der Kiste a publié depuis une vingtaine de biographies historiques, mais aussi des ouvrages d'histoire locale, de musique, etc. Il participe également à la rédaction du Dictionary of National Biography, du Guiness Rockopaedia, et a publié de nombreux articles sur des sujets historiques, musicaux et artistiques dans des revues locales ou nationales, dont l'Illustrated London News, le Royal Digest, le European Royal History Journal, le magazine Best of British, le magazine BBC History (en), le Record Collector (en), l'Antique Collector, le This England (en), l'Independent et le Gibbons Stamp Monthly.
En 2002, il participa comme consultant à l'émission de la BBC The King, the Kaiser and the Tsar, passée à l'écran pour la première fois en janvier 2003.
Il a épousé la musicienne et professeur Kim Graham (née Geldard) en 2003 et vit dans le comté de Devon.

## Ouvrages

### Biographies historiques
- Frederick III, German Emperor 1888 (1981)
- Queen Victoria's family: a select bibliography (1982)
- Dearest Affie: Alfred, Duke of Edinburgh, Queen Victoria's second son, 1844-1900 (en collaboration avec Bee Jordaan) (1984) - réédité en 2012
- Queen Victoria's children (1986)
- Windsor and Habsburg: the British and Austrian reigning houses 1848-1922 (1987)
- Edward VII's children (1989)
- Princess Victoria Melita, Grand Duchess Cyril of Russia, 1876-1936 (1991)
- George V's children (1991)
- George III's children (1992)
- Crowns in a changing world: The British and European monarchies 1901-36 (1993)
- Kings of the Hellenes: The Greek Kings 1863-1974 (1994)
- Childhood at court 1819-1914 (1995)
- Northern crowns: The Kings of modern Scandinavia (1996)
- King George II and Queen Caroline (1997)
- The Romanovs 1818-1959: Alexander II of Russia and his family (1998)
- Kaiser Wilhelm II: Germany's last Emperor (1999)
- The Georgian Princesses (2000)
- Dearest Vicky, Darling Fritz: Queen Victoria's eldest daughter and the German Emperor (2001)
- Royal visits in Devon and Cornwall (2002)
- Once a Grand Duchess: Xenia, sister of Nicholas II (en collaboration avec Coryne Hall) (2002)
- William and Mary (2003)
- Emperor Francis Joseph: Life, death and the fall of the Austro-Hungarian Empire (2005)
- Sons, servants and statesmen: The men in Queen Victoria’s life (2006)
- A divided kingdom: the Spanish monarchy from Isabel to Juan Carlos (2007)
- Jonathan Wild: Conman and cutpurse (2009)
- William John Wills: Pioneer of the Australian outback (2011)

### Musique
- Roxeventies: Popular music in Britain 1970-79 (1982)
- The Roy Wood story (1986)
- Beyond the summertime: The Mungo Jerry story (en collaboration avec Derek Wadeson) (1990)
- Gilbert & Sullivan's Christmas (2000) - anthologie
- Roy Wood: The Move, Wizzard and beyond (2012)

### Histoire locale
- Devon Murders (2006)
- Devonshire's Own (2007)
- Cornish Murders (en collaboration avec Nicola Sly) (2007)
- Somerset Murders (en collaboration avec Nicola Sly) (2008)
- A Grim Almanac of Devon (2008)
- Cornwall's Own (2008)
- Plymouth: History and Guide (2009)
- West Country Murders (en collaboration avec Nicola Sly) (2009)
- Surrey Murders (2009)
- A Grim Almanac of Cornwall (2009)
- Durham Murders and Misdemeanours (2009)
- Berkshire Murders (2010)
- Ivybridge and South Brent Through Time (en collaboration avec Kim Van der Kiste) (2010)
- More Cornish Murders (en collaboration avec Nicola Sly) (2010)
- Dartmoor from Old Photographs (2010)
- More Somerset Murders (en collaboration avec Nicola Sly) (2011)
- A Grim Almanac of Hampshire (2011)
- Plymouth Book of Days (2011)
- More Devon Murders (2011)
- The Little Book of Devon (2011)

### Fiction
- The man on the moor (2004)

### Drames
- A Mere Passing Shadow (2011)
- The man on the moor (2012) - une dramatisation de sa nouvelle.